# Buckarby, Östervåla
Buckarby är en by i Östervåla socken, Heby kommun.
Buckarby omtalas i dokument första gången 1427 ("i bodhakarlaby"). 1518 sålde Måns Bengtsson i Fågelsta med sina syskon 10 penningland "i norra gårds åker" i Buckarby. Under 1500-talet bestod Buckarby av två hela mantal skatte. Det ena om 4 öres och 12 penningland från 1549 med skatteutjord i Sillemyra och det andra om 3 öresland och 20 penningland. Därtill tre skatteutjordar, en om 2 öresland 8 penningland till Lagbo, en om 1 öresland till Jugansbo och en om 12 penningland till Gästbo. Namnet skall ursprungligen utläsas bodkarlarnas eller bodlandkarlarnas by.
Bland bebyggelse på ägorna märks Glugg-Linds, ett numera försvunnet torp på en åker 600 meter nordväst om byn. Här skall en gammal enögd gubbe kallad "Glugg-Lind" ha bott, husgrunderna är ännu synliga. Pell-Pers är en numera försvunnen gård i södra delen av byn.